# إيغور بيشيتش
إيغور بيشيتش هو لاعب كرة قدم صربي في مركز الدفاع، ولد في 6 أكتوبر 1982 في ليسكوفاتس في صربيا. لعب مع ابروتاباندلاج أكرانيس.

## وصلات خارجية
- إيغور بيشيتش على موقع Soccerway.com (الإنجليزية)